# Javarsian
Jāvarsīān (farsi جاورسیان) è un villaggio dello shahrestān di Arak, circoscrizione di Javarsian, nella provincia di Markazi in Iran. Aveva, nel 2006, una popolazione di 4.573 abitanti. 